# Corps franc liégeois de 1830
Ne doit pas être confondu avec Corps des Volontaires luxembourgeois.
Le corps franc liégeois ou simplement les volontaires liégeois,est l'un des corps francs révolutionnaires issus de la ville et du pays de Liège, réunis sous la direction de Charles Rogier dans le contexte de la participation liégeoise à la révolution belge de 1830. 
La troupe prend le chemin de Bruxelles dès le 4 septembre afin d'aller prêter main-forte aux insurgés qui ont chassé l'armée du Royaume uni des Pays-Bas de la capitale brabançonne à la suite de l'insurrection d'août 1830 à Bruxelles. Ils y arrivent le 7 septembre et participent, entre autres, aux combats des Journées de Septembre qui mènent au déclenchement de la guerre belgo-néerlandaise mais aussi à la création du gouvernement provisoire de Belgique puis à la déclaration d'indépendance, le 4 octobre 1830.

## Origines
Le 2 septembre 1830, Charles Rogier endosse le sarrau bleu du peuple et une écharpe tricolore aux couleurs de la Révolution brabançonne pour lancer un appel aux volontaires de rejoindre la capitale, recevant, le même jour un sabre et son fourreau de la ville de Liège.
Le 4 septembre Charles Rogier et son frère, Firmin constituent un corps franc de 250 liégeois qui partent pour Bruxelles afin de prêter main-forte aux insurgés. Parmi eux, Jean-Joseph Charlier, un ancien militaire de la Grande Armée de Napoléon Ier, s'empare de deux canons, nommés Marie-Louise et Willem, abandonnés par l'armée néerlandaise dans la caserne des Écoliers, en Outremeuse. 

## Faits d'armes

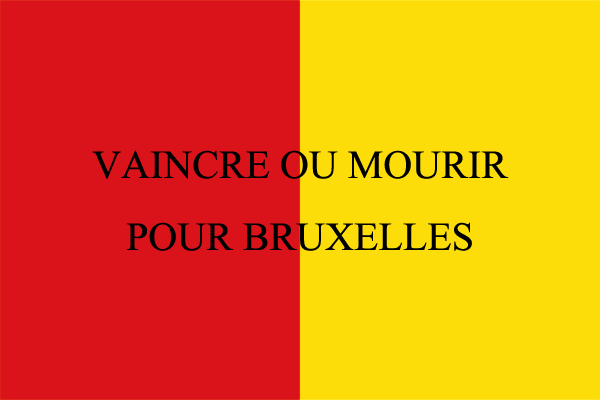
Détail du drapeau liégeois, tel que peint sur le tableau de Charles Soubre de 1878: Le départ des volontaires liégeois pour Bruxelles.

## Personnalités
- Florent de Bosse de Villenfagne
- Jean-Joseph Charlier
- Charles Rogier
- Firmin Rogier